# Ольсен, Кламинт
Кламинт Андрассон Ольсен (фар. Klæmint Andrasson Olsen; родился 17 июля 1990, Рунавуйк) — фарерский футболист, нападающий клуба НСИ, выступающий на правах аренды за «Брейдаблик», и сборной Фарерских островов. Лучший бомбардир в истории фарерской Премьер-лиги. С Регви Якобсеном делит звание лучшего бомбардира сборной Фарерских островов (10 мячей).

## Клубная карьера
На протяжении всей профессиональной карьеры выступает за клуб НСИ из своего родного посёлка Рунавуйк.
Становился лучшим бомбардиром фарерской Премьер-лиги в 2013, 2014, 2015, 2016, 2019 и 2020 годах.

## Карьера в сборной
Официальный дебют Ольсена в составе первой сборной Фарерских островов состоялся 7 сентября 2012 года в матче отборочного турнира к чемпионату мира против сборной Германии.
7 июня 2019 года забил свой первый гол за сборную в матче отборочного турнира к чемпионату Европы против сборной Испании. 15 ноября 2021 года в мачте отборочного турнира ЧМ-2022 против сборной Израиля забил 10 мяч за сборную и сравнялся с рекордным показателем Регви Якобсена.

### Голы за сборную
Голы сборной Фарерских островов указаны первыми.
| #  | Дата            | Стадион                              | Соперник    | Счёт | Результат | Турнир                    |
| -- | --------------- | ------------------------------------ | ----------- | ---- | --------- | ------------------------- |
| 1  | 7 июня 2019     | Торсхавн, «Торсволлур»               | Испания     | 1:2  | 1:4       | Отборочный матч ЧЕ-2020   |
| 2  | 3 сентября 2020 | Торсхавн, «Торсволлур»               | Мальта      | 1:0  | 3:2       | Лига наций УЕФА 2020/2021 |
| 3  | 6 сентября 2020 | Андорра-ла-Велья, «Эстади Насьональ» | Андорра     | 1:0  | 1:0       | Лига наций УЕФА 2020/2021 |
| 4  | 13 октября 2020 | Торсхавн, «Торсволлур»               | Андорра     | 1:0  | 2:0       | Лига наций УЕФА 2020/2021 |
| 5  | 13 октября 2020 | Торсхавн, «Торсволлур»               | Андорра     | 2:0  | 2:0       | Лига наций УЕФА 2020/2021 |
| 6  | 7 июня 2021     | Торсхавн, «Торсволлур»               | Лихтенштейн | 1:1  | 5:1       | Товарищеский матч         |
| 7  | 7 июня 2021     | Торсхавн, «Торсволлур»               | Лихтенштейн | 4:1  | 5:1       | Товарищеский матч         |
| 8  | 7 сентября 2021 | Торсхавн, «Торсволлур»               | Молдова     | 1:0  | 2:1       | Отборочный матч ЧМ-2022   |
| 9  | 12 ноября 2021  | Копенгаген, «Паркен»                 | Дания       | 1:2  | 1:3       | Отборочный матч ЧМ-2022   |
| 10 | 15 ноября 2021  | Нетания, «Нетания»                   | Израиль     | 2:2  | 2:3       | Отборочный матч ЧМ-2022   |